# W и Z бозони
± и 0 бозони су субатомске честице које преносе слабу силу. Они су честице које имају врло велику масу. Врше интеракцију између лептона и кваркова тј. између сваке честице која има наелектрисање. Имају велику улогу у радиоактивном распаду атомског језгра. W бозони имају позитивни и негативни електрични набој од 1, и један према другом су античестице. Z бозон је електрично неутрална честица и сама себи је античестица. Све три честице су врло кратког животног века са временом полураспада од 3 • 10-25s. Њихово откриће је било велики успех за данашњи појам стандардног модела физике честица.
W бозони су именовани по слабој (Wеак) сили. Физичар Стивен Вајнберг је дао име накнадно откривенојZ честици, те је касније дао објашњење да је та честица била последња додатна честица неопходна за доказ модела – W бозони су већ добили име – а имала је нулто (zero) наелектрисање.
Два W бозона су најбоље позната као медијатори апсорпције неутрино честица и њихове емисије, где су њихови набоји повезани било са распадом протона у неутроне и обрнуто или емисијом или апсорпцијом позитрона. Они увек изазивају нуклеарну трансмутацију. Z бозони нису укључени ни у апсорпцију ни у емисију електрона и позитрона. Јако су масивни те им је деловање ограничено на атомско језгро.
Z бозон посредује у трансферу момента, спина и енергије када се неутрина еластично раштркају од материје, нешто што се мора десити без производње или апсорпције нових, наелектрисаних честица. Такво понашање (које је готово уобичајено као нееластичне неутрино интеракције) је посматрано у коморама са мехурићима када се озрачи зрацима неутрина. Кад год се електрон једноставно појави у таквој комори као нова слободна честица, изненадно се покреће са кинетичком енергијом, и креће у правцу неутрина као очигледан резултат новог импулса, а ово понашање се дешава много чешће када је присутан и зрак неутрина. Може се извести закључак да је то резултат неутрина који директно реагују са електронима. Овде неутрино једноставно удара у електрон и расипа се од њега, преносећи део момента неутрина на електрон. Пошто а.) ни неутрино ни електрони нису под утицајем јаких сила, б.) неутрина су електрично неутрална (стога не реагују електромагнетски) и ц.) невероватно мала маса ових честица које стварају гравитациону силу између њих је занемарива, такве интеракције се могу дешавати сако преко слабих сила. Пошто се такав електрон не ствара из језгра и непромењен је осим за нови импулс силе пренет од стране неутрина, ова интеракције слабих сила између неутрона и електрона мора бити посредована преко бозонске честице слабе силе без наелектрисања. Стога, ова интеракције захтева Z бозон.

## Основна својства
Ови бозони су међу тешки елементарним честицама. Са масама од 80,4 GeV/c2 и 91,2 GeV/c2, W и Z бозони су скоро 80 пута масивнији протона – тежи чак од целокупних атома гвожђа. Њихове велике масе ограничавају домет слабе интеракције. Насупрот томе, фотон је носилац електромагнетне силе и има нулту масу, у складу са бесконачним опсегом електромагнетизма; очекује се да хипотетични гравитон такође има нулту масу. (Иако се претпоставља да и глуони имају нулту масу, опсег силе боје је из различитих разлога ограничен; погледајте ограничење боје.)
Сва три бозона имају спин честице  = 1. Емисија W+ или W− бозона било подиже или смањује електрични набој емитујуће честице за једну јединицу, а такође мења спин за једну јединицу. Истовремено, емисија или апсорпција W± бозона може да промени тип честице - на пример, промена страног кварка у горњи кварк. Неутрални Z бозон не може да промени електрични набој било које честице, нити може да промени било који од других „набоја” (као што су страност, барионски број, чар, итд). Емисија или апсорпција Z0 бозонa може да промени само спин, моменат и енергију друге честице. (Види такође слабу неутралну струју.)

## Слаба нуклеарна сила
W и Z бозони су честице носиоци које посредују слабу нуклеарну силу, као што је фотон носећа честица електромагнетне силе.

### W бозони
W± бозони су најпознатији по њиховој улози у нуклеарном распаду. Размотримо, на пример, бета распад кобалта-60.
6027Co → 6028Ni+ + e− + ν
Ова реакција не укључује целокупно језгро кобалта-60, већ утиче на само један од његових 33 неутрона. Неутрон се претвара у протон, а истовремено емитује електрон (који се у овом контексту назива бета честицом) и електронски антинеутрино:
n0 → p+ + e− + ν
Поново, неутрон није елементарна честица, већ се састоји од горњег кварка и два доња кварка (udd). Заправо један од доњих кваркова учествује у бета распаду, претварајући се у горњи кварк и формирајући протон (uud). На најосновнијем нивоу, тада слаба сила мења укус појединачног кварка:
d → u + W−
чему непосредно следи распад самог W−:
W− → e− + ν

### Z бозони
Z0 бозон је сопствена античестица. Стога су сви њени квантни бројеви укуса и набоји једнаки нули. Размена Z бозона између честица, звана интеракција неутралне струје, због тога оставља интерагујуће честице непромењеним, осим преноса спина и/или момента. Z бозонске интеракције које укључују неутрине имају различите потписе. Оне омогућавају једини познати механизам за еластично распршивање неутрина у материји. За неутрина је скоро једнако вероватно да ће се еластично одбити (путем Z бозонске размене) као и нееластично (путем W бозонске размене). Слабе неутралне струје путем Z бозонске размене су биле потврђена убрзо након тога (такође 1973. године), у експерименту са неутринама у комори са мехурићима Гаргамела у ЦЕРН-у.

## Распад
W и Z бозони се распадају до фермионских парова, али ни Z бозони, нити Z бозони имају довољно енергије да се распадну у вршни кварк највеће масе. Занемарујући фазне просторне ефекте и корекције вишег реда, једноставне процене њихових фракција разгранавања могу се израчунати из константи упаривања.

### W бозони
W бозони се могу распасти до лептона и антилептона (при чему је један од њих наелектрисан, а други неутралан) или до кварка и антикварка супротстављених типова. Ширина распада W бозона до пара кварк–антикварк је пропорционална до кореспондирајућих квадратних елемената ККМ матрице и броја кваркових боја, . Ширине распада за W+ бозон су пропорционале са:
| Лептони | Лептони | Горњи кваркови | Горњи кваркови | Чаробни кваркови | Чаробни кваркови |
| ------- | ------- | -------------- | -------------- | ---------------- | ---------------- |
| e+ν     | 1       | ud             | 3\|Vud\|2      | cd               | 3\|Vcd\|2        |
| μ+ν     | 1       | us             | 3\|Vus\|2      | cs               | 3\|Vcs\|2        |
| τ+ν     | 1       | ub             | 3\|Vub\|2      | cb               | 3\|Vcb\|2        |

Овде, e+, μ+, τ+ означавају три укуса лептона (тачније, позитивно наелектрисаних антилептона).  ν, ν, ν означавају три укуса неутрина. Друге честице, почевши са u и d, све означавају кваркове и антикваркове (фактор  је примењен). Разне  вредности означавају кореспондирајуће коефицијенте ККМ матрице.
Јединственост ККМ матрице подразумијева да је
-{|Vud|2 + |Vus|2 + |Vub|2 = 
|Vcd|2 + |Vcs|2 + |Vcb|2 = 1.}- Стога, лептонски односи гранања W бозона су приближно B(e+ν) = (μ+ν) = (τ+ν) = 1⁄9. Хадронским односом гранања доминирају ККМ-доследна финална стања ud и cs. Сума односа хадронског гранања је била експериментално одређена да је 67,60±0,27%, са B(l+νl) = 10,80±0,09%.

### Z бозони
Z бозони се распадају у фермион и његову античестицу. Како је Z0 бозон смеша W0 и B0 бозона склоних нарушавању симетрије (погледајте угао слабог мешања), сваки фактор врха садржи фактор  где је T3 трећа компонента слабог изоспина фермиона, Q је електрично наелектрисање фермиона (у јединицама елементарног наелектрисања), и θW је угао слабог мешања. Како је слаби изоспин различит за фермионе различитих хиралности, било левогири или десногири, упаривање се такође разликује.
Релативне јачине сваког повезивања могу се проценити узимајући у обзир да стопе распадања укључују квадрат ових фактора, и све могуће дијаграме (нпр. збир над породицама кваркова, левих и десних доприноса). Ово је само процена, јер се у Фермијевој теорији разматрају само дијаграми на нивоу стабла.
| Честице                     | Честице    | Ефективно наелектрисање (3) | Ефективно наелектрисање (3) | Релативни фактор           | Однос гранања          | Однос гранања          |
| Име                         | Симболи    |                             |                             |                            | Предвиђено за x = 0,23 | Експериментална мерења |
| --------------------------- | ---------- | --------------------------- | --------------------------- | -------------------------- | ---------------------- | ---------------------- |
| Неутрини (сви)              | ν, ν, ν    | 1⁄2                         | 0                           | 3(1⁄2)2                    | 20,5%                  | 20,00±0,06%            |
| Наелектрисани лептони (сви) | e−, μ−, τ− |                             |                             | 3((−1⁄2 + x)2 + x2)        | 10,2%                  | 10,097±0,003%          |
| Електрон                    | e−         | −1⁄2 + x                    | x                           | (−1⁄2 + x)2 + x2           | 3,4%                   | 3,363±0,004%           |
| Мион                        | μ−         | −1⁄2 + x                    | x                           | (−1⁄2 + x)2 + x2           | 3,4%                   | 3,366±0,007%           |
| Тау                         | τ−         | −1⁄2 + x                    | x                           | (−1⁄2 + x)2 + x2           | 3,4%                   | 3,367±0,008%           |
| Хадрони (сви)               |            |                             |                             |                            | 69,2%                  | 69,91±0,06%            |
| Доњи тип кваркова           | d, s, b    | −1⁄2 + 1⁄3x                 | 1⁄3x                        | 3(−1⁄2 + 1⁄3x)2 + 3(1⁄3x)2 | 15,2%                  | 15,6±0,4%              |
| Горњи тип кваркова          | u, c, t    | 1⁄2 − 2⁄3x                  | −2⁄3x                       | 3(1⁄2 − 2⁄3x)2 + 3(−2⁄3x)2 | 11,8%                  | 11,6±0,6%              |

Овде, L и R означавају било лево- или десно-страну хиралност фермиона. Нотација  је кориштена.
Године 2018, CMS колаборација је уочила први ексклузивни распад  бозона до ψ мезона и два лептона.